# Misleydis González
Misleydis González (ur. 19 czerwca 1978) – kubańska lekkoatletka, kulomiotka.

## Osiągnięcia
- 7. miejsce podczas igrzysk olimpijskich (Ateny 2004)
- brąz Uniwersjady (Izmir 2005)
- złoty medal igrzysk panamerykańskich (Rio de Janeiro 2007)
- 4. lokata na halowych mistrzostwach świata (Walencja 2008)
- 4. miejsce podczas igrzysk olimpijskich (Pekin 2008)
- 3. miejsce w Światowym Finale IAAF (Stuttgart 2009)
- 7. miejsce halowych mistrzostw świata (Doha 2010)
- 4. miejsce w pucharze interkontynentalnym (Split 2010)
- złoto igrzysk panamerykańskich (Guadalajara 2011)
- brązowy medal mistrzostw ibero-amerykańskich (2012)

## Rekordy życiowe
- pchnięcie kulą – 19,50 (2008)
- pchnięcie kulą (hala) – 18,86 (2010)